# アームストロング・シドレー アダー
アームストロング・シドレー アダー
イングランド、ダービーシャー州ダービーにあるロールス・ロイス財団記念館(en:Rolls-Royce Heritage Trust)に展示されているアダー
（2019年8月1日撮影）
- 分類：ターボジェットエンジン
- 製造者：アームストロング・シドレー
- 運用者：イギリス空軍

アームストロング・シドレー アダーは、アームストロング・シドレーが開発したイギリスのターボジェットエンジンである。

## 設計と開発
アダーは、ターボプロップエンジンであるアームストロング・シドレー マンバのターボジェット版で、当初はジンディビック 1標的機のための使い捨てエンジンとして開発された。
最初の試運転は1948年11月に実施された。アダーはアブロ ランカスター III SW342号機の尾部に搭載して飛行試験が実施された。この機体はマンバの氷結試験のために、アームストロング・シドレーによって改造が施されたものであった。
その後、長時間の使用に耐えられるように改良が実施され、より強力な、ヴァイパーへと進化した。

## 仕様
一般的特性
- 形式: ターボジェット
- 全長: 73.3 in
- 直径: 28 in
- 乾燥重量: 550 lb

構成要素
- 圧縮機: 軸流式

性能
- 推力: 1,050 lb
- 出力重量比:

## 参考資料

### 出版物
- Gunston, Bill. World Encyclopaedia of Aero Engines. Cambridge, England. Patrick Stephens Limited, 1989. ISBN 1-85260-163-9

## 関連図書
- Turbine Test Beds by Brian Turpin - Part one - Aeroplane Monthly February 1980 issue